# 用电高峰

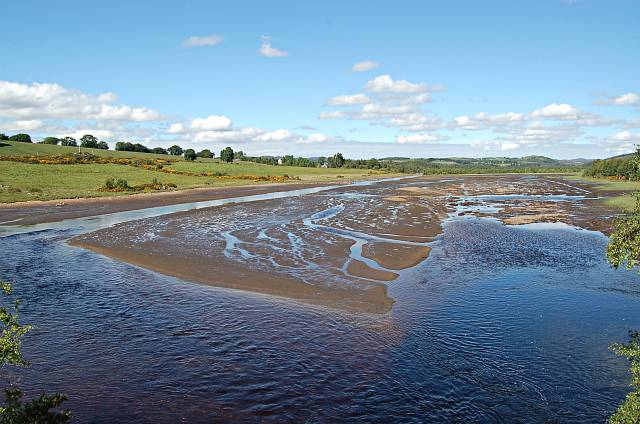
茉爾湖於用電高峰情況下進行水力發電

用电高峰（英語：Peak demand）是指电力需求達到極值的情況。它通常出現在某個特定时间段内。 用电高峰期間，電力的供應量比其他時間段要大得多。 用电高峰出現與否取决于人口、经济、天气、气候、季节和其他因素。 
如果电力行业的發電量無法滿足用電高峰，可能會造成停電。高溫天氣（热浪）下很有可能會出現這種情況，而居民長期開空调和电风扇又會進一步加劇用電緊張。此時政府會鼓勵人們錯峰用電。

## 用电高峰時間
用电高峰取決於人口、經濟、天氣、氣候、季節、星期和其他因素。在中國或德國等工業化地區，用电高峰大多發生在白天。然而，在以服務業為主的經濟體系中，例如澳洲，每日的高峰電力需求通常出現在傍晚至傍晚時段（例如下午4點至晚上8點）。住宅和商業用電需求對這類網路用电高峰貢獻良多。

## 需量反應

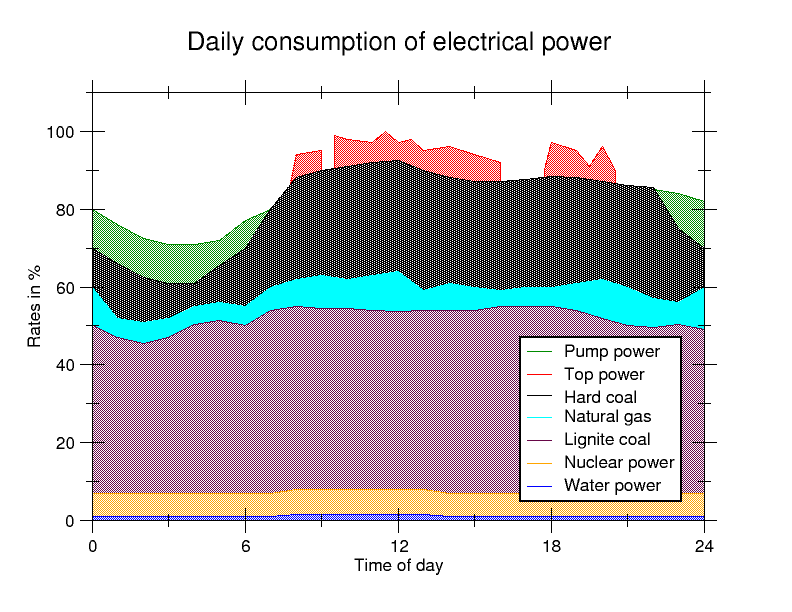
德國典型的每日耗電量，已過期 (2005).

用电高峰可能會超過电力行业所能發電的最大供電量，導致停電和減負荷。這種情況通常發生在熱浪期間，因為空調和電風扇的使用會大幅提高能源消耗率。在能源短缺期間，當局可能會要求公眾減少能源使用，並將其轉移至非高峰期。